# کوی بازارگه(شهیون)
بازارگه، روستایی از توابع بخش شهیون شهرستان دزفول در استان خوزستان ایران بود که در تاریخ ۴ شهریور ۱۳۹۸ به شهر شهیون پیوست و یکی از محله‌های این شهر به شمار می‌آید.